# Scriptaphyosemion
Genre
Scriptaphyosemion est un genre de poissons africains d'eau douce de la famille des Nothobranchiidae (ordre des Cyprinodontiformes).

## Description
Il s'agit de poissons aux couleurs vives et aux formes allongées, mesurant au maximum entre 40 et 60 mm selon les espèces.

## Liste des espèces
Selon World Register of Marine Species (9 avril 2024) :
- Scriptaphyosemion banforense (Seegers, 1982)
- Scriptaphyosemion bertholdi (Roloff, 1965)
- Scriptaphyosemion brueningi (Roloff, 1971)
- Scriptaphyosemion cauveti (Romand & Ozouf-Costaz, 1995)
- Scriptaphyosemion chaytori (Roloff, 1971)
- Scriptaphyosemion etzeli (Berkenkamp, 1979)
- Scriptaphyosemion fredrodi (Vandersmissen, Etzel & Berkenkamp, 1980)
- Scriptaphyosemion geryi (Lambert, 1958)
- Scriptaphyosemion guignardi (Romand, 1981)
- Scriptaphyosemion liberiense (Boulenger, 1908)
- Scriptaphyosemion nigrifluvi (Romand, 1982)
- Scriptaphyosemion roloffi (Roloff, 1936)
- Scriptaphyosemion schmitti (Romand, 1979)
- Scriptaphyosemion wieseae Sonnenberg & Busch, 2012

## Classification
Le nom valide complet (avec auteur) de ce taxon est Scriptaphyosemion Radda (d) & Pürzl (d), 1987.
Ce taxon a été initialement créé en tant que sous-genre du genre Aphyosemion avec pour espèce type Scriptaphyosemion geryi.

## Étymologie
Le nom générique, Scriptaphyosemion, composé du latin scriptus, « écrit », et du genre Aphyosemion, fait référence aux marques rouges présentes sur les flancs des mâles.

## Publication originale
- (en) A. C. Radda, E. Pürzl et Hofmann-Verlag (dir.), Colour Atlas of Cyprinodonts of the Rain Forests of Tropical Africa, 1987, 160 p. (lire en ligne).